# العلاقات التشيلية الكورية الجنوبية
العلاقات التشيلية الكورية الجنوبية هي العلاقات الثنائية التي تجمع بين تشيلي وكوريا الجنوبية.

## مقارنة بين البلدين
هذه مقارنة عامة ومرجعية للدولتين:
| وجه المقارنة                                              | تشيلي                         | كوريا الجنوبية                                                          |
| --------------------------------------------------------- | ----------------------------- | ----------------------------------------------------------------------- |
| المساحة (كم2)                                             | 756.10 ألف                    | 100.30 ألف                                                              |
| عدد السكان (نسمة)                                         | 17.37 مليون                   | 51.47 مليون                                                             |
| الكثافة السكانية (ن./كم²)                                 | 22.97                         | 513.16                                                                  |
| العاصمة                                                   | سانتياغو                      | سول                                                                     |
| اللغة الرسمية                                             | اللغة الإسبانية               | اللغة الكورية                                                           |
| العملة                                                    | بيزو تشيلي، وحدة حساب تشيلية ‏ | وون كوري جنوبي                                                          |
| الناتج المحلي الإجمالي (بليون دولار)                      | 277.08 مليار                  | 1.53 تريليون                                                            |
| الناتج المحلي الإجمالي (تعادل القوة الشرائية) بليون دولار | 419.39 مليار                  | 1.75 تريليون                                                            |
| الناتج المحلي الإجمالي الاسمي للفرد دولار أمريكي          | 13.42 ألف                     | 27.22 ألف                                                               |
| الناتج المحلي الإجمالي للفرد دولار أمريكي                 | 22.07 ألف                     |                                                                         |
| مؤشر التنمية البشرية                                      | 0.832                         | 0.901                                                                   |
| رمز المكالمات الدولي                                      | +56                           | +82                                                                     |
| رمز الإنترنت                                              | .cl                           | .kr                                                                     |
| المنطقة الزمنية                                           | 00، 00، 00، 00                | توقيت كوريا الجنوبية، ت ع م+09:00، آسيا/سيول ‏، ت ع م+08:00، ت ع م+08:30 |

## مدن متوأمة
في ما يلي قائمة باتفاقيات التوأمة بين مدن تشيلية وكورية جنوبية:
- ترتبط فالبارايسو مع بوسان باتفاقية توأمة منذ 1994.

## منظمات دولية مشتركة
يشترك البلدان في عضوية مجموعة من المنظمات الدولية، منها:
| علم المنظمة | اسم المنظمة                                      | تاريخ انضمام تشيلي | تاريخ انضمام كوريا الجنوبية |
| ----------- | ------------------------------------------------ | ------------------ | --------------------------- |
|             | مؤسسة التمويل الدولية                            | 15 أبريل 1957      | 16 مارس 1964                |
|             | منظمة حظر الأسلحة الكيميائية                     | ?                  | ?                           |
|             | يونسكو                                           | 7 يوليو 1953       | 14 يونيو 1950               |
|             | الأمم المتحدة                                    | 24 أكتوبر 1945     | 17 سبتمبر 1991              |
|             | وكالة ضمان الاستثمار متعدد الأطراف               | 12 أبريل 1988      | 12 أبريل 1988               |
|             | المنظمة الهيدروغرافية الدولية                    | ?                  | ?                           |
|             | منظمة الشرطة الجنائية الدولية                    | ?                  | ?                           |
|             | البنك الدولي للإنشاء والتعمير                    | 31 ديسمبر 1945     | 26 أغسطس 1955               |
|             | الاتحاد البريدي العالمي                          | ?                  | ?                           |
|             | مؤسسة التنمية الدولية                            | 30 ديسمبر 1960     | 18 مايو 1961                |
|             | منظمة التعاون الاقتصادي والتنمية                 | ?                  | 12 ديسمبر 1996              |
|             | الفريق المعني برصد الأرض                         | ?                  | ?                           |
|             | منظمة التجارة العالمية                           | ?                  | ?                           |
|             | المركز الدولي لتسوية المنازعات الاستشارية        | 24 أكتوبر 1991     | 23 مارس 1967                |
|             | منتدى التعاون الاقتصادي لدول آسيا والمحيط الهادئ | 11 نوفمبر 1994     | 6 نوفمبر 1989               |

## وصلات خارجية
- موقع وزارة الخارجية التشيلية
- موقع وزارة الخارجية الكورية الجنوبية